# Lista över ledamöter av Sveriges riksdags andra kammare 1873–1875
Ledamöter av Sveriges riksdags andra kammare mandatperioden 1873–1875.

## Stockholms stad
- Axel Adlersparre, f. 1812
- Alfred Fock, f. 1818
- Moritz Rubenson, f. 1834
- Johan Sjöberg, f. 1816
- Gustaf Nyblæus, f. 1816
- Carl Frans Lundström, f. 1823
- Wilhelm Walldén, f. 1836
- Carl Björnstjerna, f. 1817
- Axel Bergström, f. 1823
- Albert Staaff, f. 1821
- Carl Gustaf Lindmark, f. 1826
- August Östergren, f. 1832
- Carl Jacob Rossander, f. 1828

## Stockholms län
- Laurentius Öhlin, expeditionskronofogde, f. 1811 (Stockholms läns västra domsagas valkrets)
- Pehr Pehrsson i Barkö, hemmansägare, f. 1818 (Norra Roslags domsagas valkrets)
- Gustaf Silfverstolpe, f. 1815 (Mellersta Roslags domsagas valkrets)
- Gustaf Åkerhielm (Södra Roslags domsagas valkrets)
- Anders Cederström i Sanda, filosofie doktor, f. 1834 (Södertörns domsagas valkrets)
- Magnus Lindstedt, f. 1813 (Enköpings, Södertälje, Norrtälje, Vaxholms, Öregrunds, Östhammars och Sigtuna valkrets)

## Uppsala län
- Per Hübinette, nämndeman (Norunda och Örbyhus häraders valkrets)
- Gustaf Bolin i Göksby, hemmansägare (Olands härads valkrets)
- Edvard Casparsson, f.d. kapten (Uppsala läns mellersta domsagas valkrets)
- Johan Fredrik Fredriksson, hemmansägare (Uppsala läns södra domsagas valkrets)
- Fredrik Georg Afzelius, f. 1812 (Uppsala stads valkrets)

## Södermanlands län
- Georg af Schmidt, f. 1813 (Jönåkers, Rönö och Hölebo häraders valkrets)
- Lars Ersson i Wik, hemmansägare, f. 1821 (Oppunda och Villåttinge häraders valkrets)
- Anders Peter Andersson i Helgesta, hemmansägare, f. 1824 (Väster- och Österrekarne häraders valkrets)
- Carl Eric Ersson i Surssa, hemmansägare, f. 1827 (Selebo, Åkers och Daga häraders valkrets)
- Adolf Helander, f. 1820 (Nyköpings, Torshälla, Mariefreds och Trosa valkrets)
- Jacob Wedberg, handlare, f. 1827 (Eskilstuna och Strängnäs valkrets)

## Östergötlands län
- Johan Axel Åstrand, f. 1828 (Kinda och Ydre domsagas valkrets)
- Isaac Asklöf (Björkekinds, Östkinds, Lösings, Bråbo och Memmings domsagas valkrets)
- Peter Carl Andersson i Vistena, hemmansägare, f. 1807 (Lysings och Göstrings domsagas valkrets)
- Jonas Andersson i Häckenäs (Aska, Dals och Bobergs domsagas valkrets)
- Otto Lagerfelt, f. d. löjtnant, f. 1825 (Risinge, Hällestads och Tjällmo domsagas valkrets)
- Carl Anders Larsson (Vifolka, Valkebo och Gullbergs domsagas valkrets)
- August Petersson, arrendator (Åkerbo, Bankekinds och Hanekinds domsagas valkrets) (1874-)
- Anders Törnfelt, komminister, f. 1803 (Hammarkinds och Skärkinds domsagas valkrets)
- Robert de la Gardie, f. 1823 (Linköpings valkrets)
- Johan Henning Schultz, fabriksidkare, f. 1823 (Norrköpings valkrets)
- Jöran Sääf (Norrköpings valkrets)
- Johan Gustaf Granlund (Vadstena, Söderköpings, Skänninge och Gränna valkrets)

## Jönköpings län
- Johan Anderson i Tenhult (Tveta, Vista och Mo härads valkrets)
- Samuel Johnson i Vetlanda, hemmansägare, f. 1820, (Östra härads domsagas valkrets)
- Axel Wilhelm Wigardt, organist, f. 1819 (Östbo härads valkrets)
- Carl Johan Kjellman i Strömhult, hemmansägare, f. 1812 (Västbo härads valkrets)
- Johannes Andersson i Ryssby, hemmansägare, f. 1823 (Tveta, Vista och Mo domsagas valkrets)
- Johan Erickzon, arrendator, f. 1816 (Norra och Södra Vedbo domsagas valkrets)
- Claes Wilhelm Carlson, f. 1815 (Jönköpings valkrets)

## Kronobergs län
- Jonas Jonasson i Rasslebygd, hemmansägare, f. 1821 (Uppvidinge härads valkrets)
- Johannes Englander, handlare, f. 1818 (Konga härads valkrets)
- Johan Sandstedt i Eknaholm, hemmansägare, f. 1831 (Norrvidinge och Kinnevalds häraders valkrets)
- Carl Magni, hemmansägare, f. 1827 (Allbo härads valkrets)
- Carl Isak Bengtsson (Sunnerbo domsagas östra valkrets)
- Jöns Persson i Kråkeryd, hemmansägare, född 1825 (Sunnerbo domsagas västra valkrets)
- Abraham Rundbäck (Växjö, Eksjö, Vimmerby och Borgholms valkrets)

## Kalmar län
- Jonas Petter Nilsson (Norra Tjusts härads valkrets)
- Emil Key (Södra Tjusts härads valkrets)
- Lars Johan Svensson i Baggetorp, hemmansägare, f. 1823 (Sevede och Tunaläns domsagas valkrets)
- Peter Magnus Gunnarson i Björkmossa, Virserum, hemmansägare, f. 1828 (Aspelands och Handbörds domsagas valkrets)
- Gustaf Jonsson i Skeppnetorp (Norra Möre och Stranda domsagas valkrets)
- Nils Petersson i Runtorp (Södra Möre domsagas östra valkrets)
- Jonas Jonasson i Gullaboås (Södra Möre domsagas västra valkrets)
- Anders Peter Danielsson (Ölands domsagas valkrets)
- Gustaf Mæchel, vicekonsul i Västervik, f. 1826 (Västerviks och Oskarshamns valkrets)
- Ragnar Törnebladh, f. 1833 (Kalmar stads valkrets)

## Gotlands län
- Anton Julius Lyth (Gotlands södra domsagas valkrets)
- Gustaf Kolmodin, f. 1823 (Gotlands norra domsagas valkrets)
- Ernst Leijer, f. 1823 (Visby valkrets)

## Blekinge län
- Ola Månsson i Jämshög, hemmansägare, f. 1821 (Listers domsagas valkrets)
- Lars Månsson i Tranemåla, hemmansägare, f. 1827 (Bräkne domsagas valkrets)
- Anders Svensson i Lösen, hemmansägare, f. 1833 (Östra domsagas valkrets)
- August Peterson i Hasselstad, hemmansägare, f. 1820 (Medelstads domsagas valkrets)
- Wilhelm Lothigius, f. 1836 (Karlshamns och Sölvesborgs valkrets)

## Kristianstads län
- Lasse Jönsson i Sandby, landstingsman, f. 1834 (Ingelstads och Järrestads domsagas valkrets)
- Sven Nilsson i Österslöv, hemmansägare, f. 1813 (Villands härads valkrets)
- Per Nilsson i Östra Kulhult, hemmansägare, f. 1821 (Östra Göinge härads valkrets)
- Johan Jönsson i Axtorp (Norra Åsbo härads valkrets)
- Ola Olsson (Västra Göinge domsagas valkrets)
- Sven Nilsson i Everöd, hemmansägare, f. 1831 (Gärds och Albo domsagas valkrets)
- Olof Andersson i Lyckorna, hemmansägare, f. 1839 (Bjäre och Södra Åsbo härader)
- Eugène Clairfelt, f. 1824 (Kristianstads och Simrishamns valkrets)

## Malmöhus län
- Åke Andersson i Mellanköpinge, hemmansägare, f. 1817, Skytts och Oxie domsaga
- Jöns Andersson i Fränninge, hemmansägare, f. 1808, Färs härads valkrets
- Nils Nilsson i Östra Äspinge, hemmansägare, f. 1815, Frosta härads valkrets
- Christen Assarsson i Rönneberga, hemmansägare, f. 1829, Harjagers och Rönnebergs häraders valkrets
- Ivar Månsson i Trää, hemmansägare, f. 1846, Onsjö härad
- Ola Jönsson i Kungshult, hemmansägare, f. 1826, Luggude domsagas norra valkrets
- Anders Persson i Mörarp, hemmansägare, f. 1836, Luggude domsagas södra valkrets
- Ola Andersson i Nordanå, lantbrukare, f. 1837, Bara härad
- Nils Nilsson i Stävie, hemmansägare, f. 1837, Torna härad
- Arvid Posse, f. 1820, Herrestad och Ljunits härader
- Per Nilsson i Äspö, hemmansägare, f. 1816, Vemmenhögs härad
- Olof Ahlström, vice häradshövding, f. 1833, för Malmö
- Claes Erik Boman, f. 1819, för Malmö
- Eskilander Thomasson, filosofie doktor och vice häradshöding, f. 1829, för Lunds stad
- Alexander Åkerhielm, borgmästare, f. 1830, för Landskrona
- Petter Olsson, handlare i Helsingborg, f. 1830, för Helsingborg och Ängelholm
- August Wengberg, filosofie doktor, häradshöding i Herrestads, Ljunits och Wemmenhögs domsaga, f. 1822, för Ystad, Skanör, Falsterbo och Trelleborg.

## Hallands län
- Ivar Lyttkens (Halmstads och Tönnersjö häraders valkrets)
- Carl Ifvarsson (Höks härads valkrets)
- Carl Aron Jönsson (Faurås och Årstads härads valkrets)
- Lars Börjesson (Himle härads valkrets)
- Johannes Bengtsson i Öxared (Fjäre och Viske häraders valkrets)
- Bernhard Santesson, f. 1813 (Halmstads, Varbergs, Laholms, Falkenbergs och Kungsbacka valkrets)

## Göteborgs och Bohus län
- Jöns Rundbäck, organist, f. 1830, för Hisings, Askims och Sävedals domsaga
- Anders Andersson i Intagan, hemmansägare, f. 1825, Inlands domsaga
- Johan Billström i Röa, hemmansägare, f. 1836, Orust och Tjörns domsaga
- Johan Magnus Wikström, f. d. fanjunkare, f. 1818 (Norrvikens domsagas valkrets)
- Sven Benjamin Linné, regementspastor, f. 1830 (Lane och Stångenäs härads valkrets)
- Johannes Andersson i Knarrevik, hemmansägare, f. 1821 (Tunge, Sotenäs och Sörbygdens härader)
- Olof Wijk d.y., f. 1833 (Göteborgs stads valkrets)
- Aron Philipsson, f. 1826 (Göteborgs stads valkrets)
- Charles Dickson, f. 1814 (Göteborgs stads valkrets)
- Peter Hammarberg, f. 1814 (Göteborgs stads valkrets)
- Edvard von Schoultz, f. 1815 (Göteborgs stads valkrets)
- Nils Werner Ericson, f. d. kapten, f. 1838 (Uddevalla, Strömstad, Marstrand och Kungälv)

## Älvsborgs län
- August Börjesson (Marks härads valkrets)
- Pehr Benjaminsson i Tämta, hemmansägare, f. 1819 (Vedens och Bollebygds härads valkrets)
- Johan Philip Ericson (Flundre, Väne och Bjärke domsagas valkrets)
- Fredrik Norén (Kinds härads valkrets)
- Olof Rylander, lantbrukare, f. 1819 (Redvägs härads valkrets)
- Jonas Andersson i Hoberg, hemmansägare, f. 1832 (Vättle, Ale och Kullings domsagas valkrets)
- Olof Thorell, possessionat, f. 1827 (Ås och Gäsene domsagas valkrets)
- Johannes Larsson i Blekan, hemmansägare, f. 1830 (Sundals härads valkrets)
- Sven Håkansson (Valbo och Nordals häraders valkrets)
- August Westerdal (Tössbo och Vedbo domsagas valkrets)
- Erik Sparre (Vänersborgs och Åmåls valkrets)
- Sven Peter Walberg, borgmästare, f. 1826 (Borås, Alingsås och Ulricehamns valkrets)

## Skaraborgs län
- Bengt Olofsson i Karstorp, hemmansägare, f. 1823, Åse och Wiste, Barne och Laske domsaga
- Johan Wiktor Lundqvist, lantbrukare, f. 1827, Kållands, Kinne och Kinnefjärdings domsaga
- Nils Johan Boström, lantbrukare, f. 1824, Skånings, Wilske och Walle domsaga.
- Johannes Jonson i Fröstorp, f. 1823, hemmansägare, Kåkinds och Gudhems domsaga.
- Magnus Ekström i Varv, f. 1834, hemmansägare, Vartofta och Frökinds domsaga
- Sven Magnusson i Fors, f. 1826, hemmansägare, Norra Wadsbo domsaga
- Abel Winborg, f. 1835, lantbrukare, Södra Wadsbo domsaga
- J. M. A. Grenander, f. 1824, för Mariestad, Skara och Skövde.
- Carl Wennérus, f. 1821, för Lidköping, Falköping och Hjo

## Värmlands län
- Jonas Jansson på Åsen, f. 1824, hemmansägare, Visnums, Väse och Ölme häraders valkrets
- Axel Ros, f. 1833, bruksägare, Färnebo härads valkrets
- Erik Eriksson i Klaxås, f. 1823, nämndeman, Mellan-Sysslets domsaga
- Anders Andersson i Smedbyn, f. 1823, Gillebergs och Näs härader
- Niklas Biesèrt, bruksförvaltare, f. 1831, Nordmarks härad
- Arvid Jönsson i Östmark, f. 1823, hemmansägare, Fryksdals domsagas övre tingslags valkrets
- Adolf Wall, bruksägare, Fryksdals domsagas nedre tingslags valkrets (1873–1874)
- Olof Olsson i Olebyn, hemmansägare, f. 1813 (Jösse domsagas valkrets)
- Carl Ekman i Ekshärad, klockare och skollärare, f. 1830, Älvdal och Nyeds domsaga
- Frans Mæchel, f. 1823, Karlstads och Filipstads valkrets
- vakant, Kristinehamns, Askersunds, Nora och Lindesbergs valkrets (1873–1874)
  - Carl Nordenfelt, Kristinehamns, Askersunds, Nora och Lindesbergs valkrets (1875)

## Örebro län
- Anders Wilhelm Uhr, hemmansägare, f. 1806 (Askers och Sköllersta häraders valkrets)
- Eric Olsson i Sånnersta, hemmansägare, f. 1816, Kumla och Sundbo härader
- Johan Fredrik Edström, f. d. bergsfogde, f. 1817, Edsbergs, Lekebergs, Grimstens och Hardemo härader
- Per Nilsson i Råby (Örebro och Glanshammars häraders valkrets)
- Richard Michaël Ehrenborg, filosofie doktor, bruksägare, f. 1821, Lindes domsagas valkrets
- Johan Johansson i Noraskog (Nora domsagas valkrets)
- Carl Arvid Gumælius, telegrafkommissarie, f. 1833 (Örebro valkrets)

## Västmanlands län
- Erik Mallmin, hemmansägare, Snevringe, Siende, Tuhundra och Yttertjurbo domsaga
- David Theodor von Schulzenheim, f. 1820, Åkerbo och Skinskattebergs domsaga
- Carl Wilhelm Berglind i Hebo, hemmansägare, f. 1835, Gamla Norbergs, Norrbo och Wagnsbro domsaga
- Johan Erik Johansson i Forneby, hemmansägare, f. 1825, Torstuna, Simtuna, Övertjurbo och Våla domsaga.
- Curry Treffenberg, f. 1825, Västerås, Köping och Enköpings domsaga
- Lars Magnus Theodor Elfstedt, filosofie doktor, rådman, f. 1819, (Arboga och Sala valkrets)

## Kopparbergs län
- Carl Johanson i Hansjö, hemmansägare, f. 1831 (Ovansiljans domsagas valkrets)
- Liss Olof Larsson (Nedansiljans domsagas valkrets)
- Jan Andersson i Jönvik, hemmansägare, f. 1819(Hedemora domsagas valkrets)
- Anders Andersson i Nyckelby, hemmansägare, f. 1825, (Falu domsagas valkrets)
- Emil Königsfeldt (Grangärde, Norrbärke och Söderbärke tingslags valkrets)
- Erik Dofsén, handlare i Lima, f. 1815 (Malungs, Lima och Äppelbo samt Nås, Järna och Floda tingslags valkrets)
- Wilhelm Falk, (Falu, Hedemora och Säters valkrets) (till 1874)
  - Carl Florus Toll, (Falu, Hedemora och Säters valkrets) (från 1875)

## Gävleborgs län
- Hans Hægermarck, inspektör, f. 1820 (Ovansjö, Torsåkers och Årsunda samt Hedesunda och Österfärnebo tingslags valkrets)
- Olof Östling i Östanbäck, hemmansägare, f. 1825 (Ockelbo och Hamrånge samt Hille och Valbo tingslags valkrets)
- Pehr Ericsson (Norra Hälsinglands domsagas valkrets)
- Hans Larsson i Flästa, hemmansägare, f. 1828 (Västra Hälsinglands domsagas valkrets)
- Magnus Jonsson i Vansäter (Södra Hälsinglands domsagas valkrets)
- Ferdinand Asker (Gävle valkrets)
- Pehr Staaff i Hudiksvall, f. 1819 (Söderhamns och Hudiksvalls valkrets)

## Västernorrlands län
- Anders Andersson i Torp, hemmansägare, f. 1826, Torps, Tuna och Njurunda tingslag
- Petter Näsman, hemmansägare, f. 1833, Ljustorps, Sköns, Indals och Selångers tingslag
- Frans Theodor Malmberg, sågverksdisponent, f. 1816, Boteå, Säbrå, Nora och Gudmundrå tingslag.
- Johan Fahlén, handlare, f. 1826, Sollefteå och Ramsele
- Per Olof Hörnfeldt, hemmansägare, f. 1830, Norra Ångermanlands domsaga
- Christian Fröberg, borgmästare i Härnösand, f. 1835, Härnösand, Umeå, Luleå och Piteå.

## Jämtlands län
- Hans Andersson i Bringåsen, f. 1826, Hammerdals, Lits och Offerdals tingslag
- Nils Larson i Tullus, f. 1822, Ragunda, Refsunds, Brunflo och Rödöns tingslag
- Gunnar Eriksson i Mörviken (Södra Jämtlands domsagas valkrets)

## Västerbottens län
- Carl Erik Hjelm, folkskollärare, f. 1826 (Västerbottens norra domsagas valkrets)
- Gustaf Hæggström, Nordmalings, Bjurholms, Degerfors, Lycksele och Åsele tingslag.
- Leonard Fahlander, lantbrukare, f. 1819, Västerbottens mellersta domsaga.
- Olof Nilsson i Brattby, hemmansägare, f. 1805 (Umeå tingslags valkrets) (avled 1874)

## Norrbottens län
- Anders Bäckström (Norrbottens södra domsagas södra valkrets)
- Pehr Nilsson i Vittjärv, f. 1812 (Norrbottens södra domsagas norra valkrets)
- Johan Rutberg, f. 1827 (Norrbottens norra domsagas valkrets)